# Statue de Franz Kafka
La statue de Franz Kafka est une statue en bronze de Franz Kafka, écrivain pragois de langue allemande, située rue Dusni près de la Synagogue espagnole, dans le quartier de Josefov de Prague, en République tchèque.
Elle est l'œuvre du sculpteur Jaroslav Róna et elle est inspirée de la nouvelle Beschreibung eines Kampfes (Description d'un combat) de Kafka. Cette statue en bronze de 3,75 m de haut a été inaugurée le 4 décembre 2003.

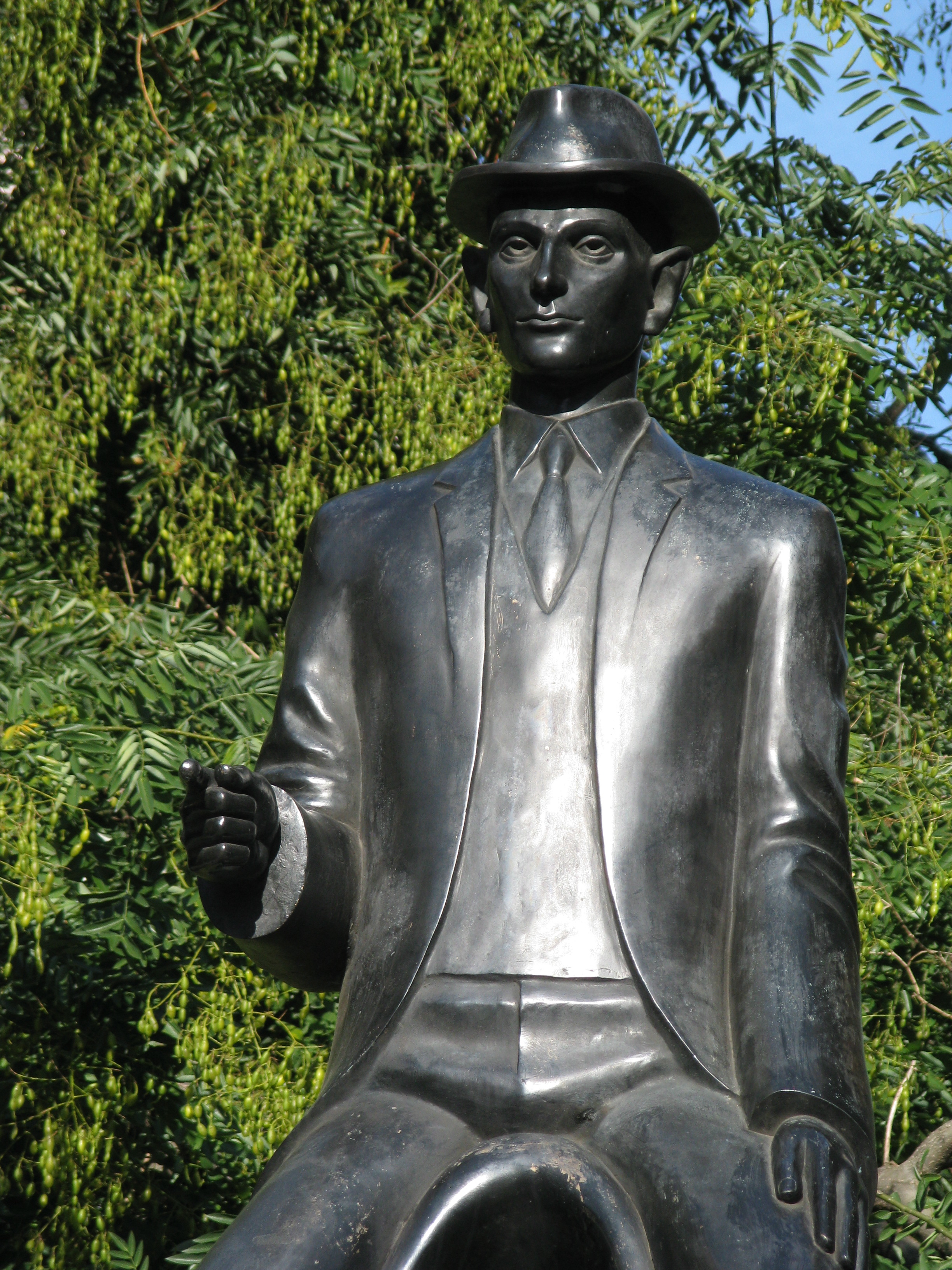
Statue de Franz Kafka